# العلاقات الأوغندية الغانية
العلاقات الأوغندية الغانية هي العلاقات الثنائية التي تجمع بين أوغندا وغانا.

## مقارنة بين البلدين
هذه مقارنة عامة ومرجعية للدولتين:
| وجه المقارنة                                              | أوغندا                        | غانا         |
| --------------------------------------------------------- | ----------------------------- | ------------ |
| المساحة (كم2)                                             | 241.04 ألف                    | 238.53 ألف   |
| عدد السكان (نسمة)                                         | 42.86 مليون                   | 26.91 مليون  |
| الكثافة السكانية (ن./كم²)                                 | 177.81                        | 112.82       |
| العاصمة                                                   | كامبالا                       | أكرا         |
| اللغة الرسمية                                             | لغة إنجليزية، اللغة السواحلية | لغة إنجليزية |
| العملة                                                    | شيلينغ أوغندي                 | سيدي غاني    |
| الناتج المحلي الإجمالي (بليون دولار)                      | 25.89 مليار                   | 47.33 مليار  |
| الناتج المحلي الإجمالي (تعادل القوة الشرائية) بليون دولار | 72.25 مليار                   | 115.41 مليار |
| الناتج المحلي الإجمالي الاسمي للفرد دولار أمريكي          | 705                           | 1.37 ألف     |
| الناتج المحلي الإجمالي للفرد دولار أمريكي                 | 1.77 ألف                      | 4.08 ألف     |
| مؤشر التنمية البشرية                                      | 0.483                         | 0.579        |
| رمز المكالمات الدولي                                      | +256                          | +233         |
| رمز الإنترنت                                              | .ug                           | .gh          |
| المنطقة الزمنية                                           | ت ع م+03:00                   | 00           |

## منظمات دولية مشتركة
يشترك البلدان في عضوية مجموعة من المنظمات الدولية، منها:
| علم المنظمة | اسم المنظمة                                 | تاريخ انضمام أوغندا | تاريخ انضمام غانا |
| ----------- | ------------------------------------------- | ------------------- | ----------------- |
|             | وكالة ضمان الاستثمار متعدد الأطراف          | 10 يونيو 1992       | 29 أبريل 1988     |
|             | الأمم المتحدة                               | 25 أكتوبر 1962      | 8 مارس 1957       |
|             | دول الكومنولث                               | ?                   | ?                 |
|             | الفريق المعني برصد الأرض                    | ?                   | ?                 |
|             | منظمة حظر الأسلحة الكيميائية                | ?                   | ?                 |
|             | منظمة التجارة العالمية                      | ?                   | ?                 |
|             | منظمة الشرطة الجنائية الدولية               | ?                   | ?                 |
|             | الاتحاد الأفريقي                            | ?                   | ?                 |
|             | البنك الإفريقي للتنمية                      | ?                   | ?                 |
|             | مؤسسة التنمية الدولية                       | 27 سبتمبر 1963      | 29 ديسمبر 1960    |
|             | يونسكو                                      | 9 نوفمبر 1962       | 11 أبريل 1958     |
|             | مجموعة دول أفريقيا والكاريبي والمحيط الهادئ | ?                   | ?                 |
|             | الاتحاد البريدي العالمي                     | ?                   | ?                 |
|             | البنك الدولي للإنشاء والتعمير               | 27 سبتمبر 1963      | 20 سبتمبر 1957    |
|             | الاتحاد الدولي للاتصالات                    | 8 مارس 1963         | 17 مايو 1957      |
|             | مؤسسة التمويل الدولية                       | 27 سبتمبر 1963      | 3 أبريل 1958      |
|             | المركز الدولي لتسوية المنازعات الاستشارية   | 14 أكتوبر 1966      | 14 أكتوبر 1966    |

## أعلام
هذه قائمة لبعض الشخصيات التي تربطها علاقات بالبلدين:
- جورج كواسي (لاعب كرة قدم غاني، 6 يناير 1988 – )

## وصلات خارجية
- موقع وزارة الخارجية الأوغندية
- موقع وزارة الخارجية الغانية